# CoRoT-7 b
CoRoT-7 b (anciennement CoRoT-Exo-7 b) est une exoplanète en orbite autour de CoRoT-7, une naine orange plus jeune et plus petite que le Soleil située à environ 490 années-lumière (150 pc) du Système solaire dans la constellation de la Licorne. Un système planétaire de deux ou trois planètes a été détecté autour cette étoile :
| Planète                                                                   | Masse (MJ)      | Demi-grand axe (UA) | Période orbitale (d)  | Excentricité |
| ------------------------------------------------------------------------- | --------------- | ------------------- | --------------------- | ------------ |
|                                                                           |                 |                     |                       |              |
| CoRoT-7 b                                                                 | 0,0151 ± 0,0025 | 0,0172 ± 0,00029    | 0,853585 ± 2,4 × 10-5 | Fixée à 0    |
| CoRoT-7 c                                                                 | 0,0264 ± 0,0028 | ~ 0,046             | 3,698 ± 0,003         | Fixée à 0    |
| CoRoT-7 d *                                                               | 0,052 ± 0,001   | ~ 0,08              | 9,021 ± 0,019         | Fixée à 0    |
| * La détection de CoRoT-7 d est discutée et, pour l'heure, non confirmée. |                 |                     |                       |              |
|                                                                           |                 |                     |                       |              |
| Système planétaire de CoRoT-7.                                            |                 |                     |                       |              |

La découverte de CoRoT-7 b a été annoncée le 3 février 2009 par l'équipe de la mission CoRoT, menée sous l'égide de la France.

## Caractéristiques

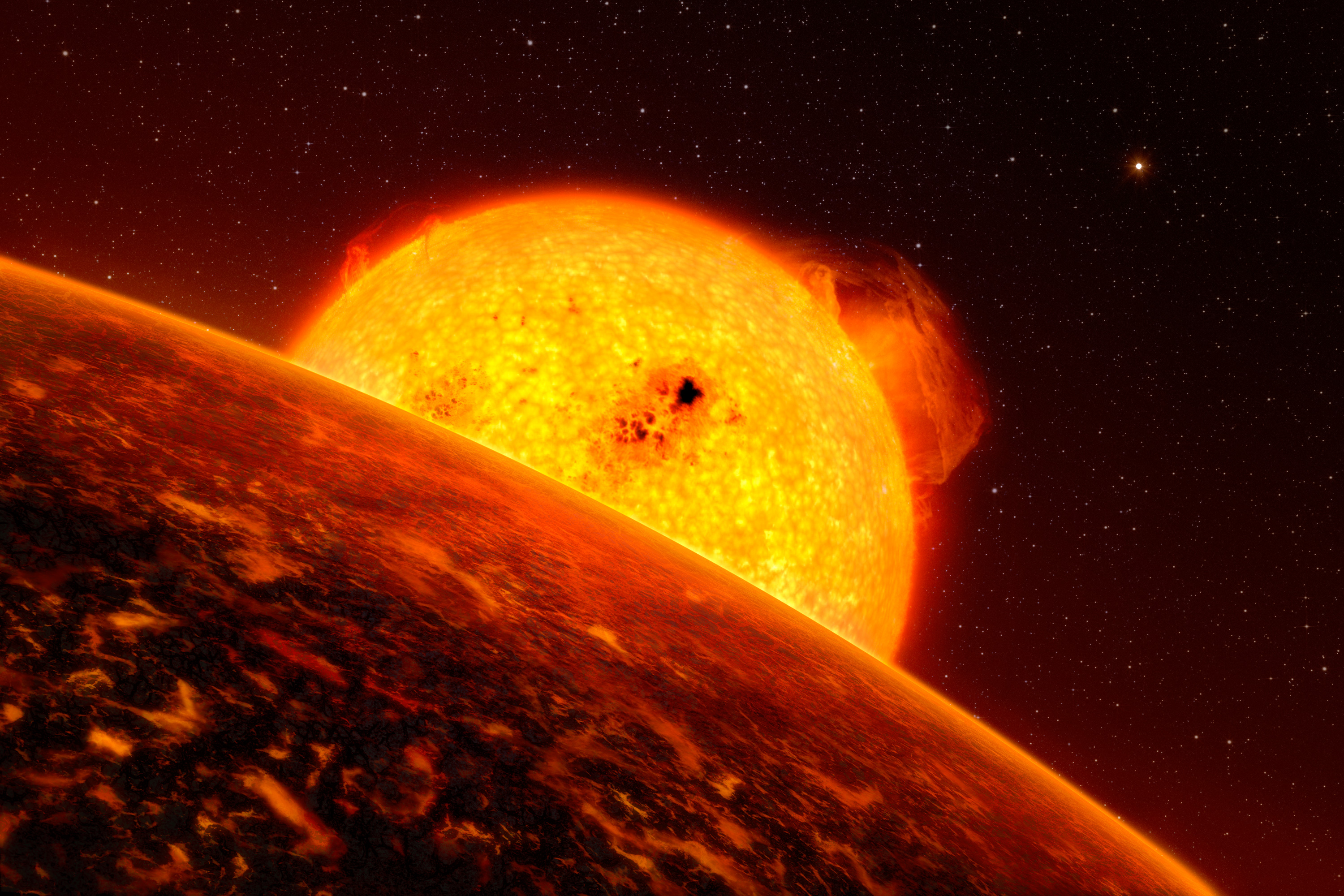
Vue d'artiste de CoRoT-7 b.

CoRoT-7 b était la planète tellurique la plus petite (découverte hors du système solaire) jusqu'à l'annonce de la découverte de Kepler-10 b le 10 janvier 2011 : son diamètre équivaut à 1,7 fois celui de la Terre. Elle boucle une orbite autour de son étoile en 20 heures. C'est l'exoplanète connue en 2009 qui semble la plus proche de son soleil. 
La masse de la planète a été calculée par la méthode des vitesses radiales grâce au spectrographe HARPS ; elle correspond à 5 M⊕. 
Sa taille a été calculée par photométrie (à partir de la mesure de la variation de flux de lumière quand la planète passe devant son étoile). 
Sa densité moyenne (5,6 g/cm3>), déduite du rapport de sa masse sur sa taille, est proche de celle de la Terre (5,52 g/cm3). Ce serait donc bien une planète rocheuse et non gazeuse ou de glace.
Du fait de sa proximité à son étoile, et de l'emprise des effets de marée, elle présente toujours la même face à son astre parent. Sa température avoisinerait les 2 500 °C sur sa face exposée à son étoile, qui doit ressembler à un océan de lave, et -200 °C (voire -240 °C) sur l'autre face, si son atmosphère est ténue ou inexistante. L'eau liquide en est sûrement absente en surface. On ignore à quoi peut ressembler la zone de passage du jour (permanent) à la nuit (permanente).
La température est très élevée à sa surface diurne, est comprise entre 1 000 et 2 500 °C. De ce fait, la planète pourrait être recouverte de lave ou être une planète rocheuse entourée de vapeur d'eau, dans ce cas la face nocturne serait maintenue très chaude par cette vapeur qui circulerait entre les 2 hémisphères (voir l'article planète océan). Théoriquement, ces corps planétaires recouverts de glace se formeraient aux confins de leur système, pour migrer progressivement vers le système interne de leur étoile, entraînant ainsi la fonte puis l'évaporation des glaces. La partie éclairée de CoRoT-7b serait suffisamment chaude pour transformer les minéraux de la surface en vapeurs. Des « nuages » de minéraux se formeraient ainsi en altitude puis, par condensation, retomberaient sous forme de pluies de pierres.
Une publication dans la revue scientifique Astronomy and Astrophysics, dédiée aux résultats de la sonde CoRoT fera état de cette découverte.
CoRoT-7 b appartient à un système planétaire composé de deux planètes, la seconde planète, CoRoT-7 c, fut découverte le 24 août 2009 par le spectrographe HARPS.